# 아사카이촌
아사카이촌(浅貝村)은 니가타현 미나미우오누마군에 설치되었던 촌이다. 현재의 유자와정에 해당한다.